# Лагода, Константин Иванович
Константин Иванович Лагода (1813—1868) — генерал-майор, герой Кавказских походов.

## Биография
Родился в 1813 году. Образование получил в 1-м кадетском корпусе, из которого выпущен 2 июня 1831 года в 19-ю конно-артиллерийскую роту с назначением преподавателем при Артиллерийском училище.
В 1837 году Лагода был переведён в войска Отдельного Кавказского корпуса и с тех пор в течение двадцати лет принимал участие в военных действиях на Кавказе против горцев и турок. Служил в 19-й артиллерийской бригаде. В 1841 году он был награждён орденом св. Анны 3-й степени с бантом, через два года получил орден св. Владимира 4-й степени с бантом. 21 сентября 1844 года ему за сражение 3 июня против горцев при селении Кашка-Шура был пожалован орден св. Георгия 4-й степени (№ 7134 по кавалерскому списку Григоровича — Степанова)
При первоначальном натиске неприятеля, обрушившегося на четыре роты апшеронцев, картечным огнём рассеял первые толпы, обходившие наш правый фланг. Потом, с примерным хладнокровием и самоотвержением, он, под убийственным огнём мюридов, продолжал огонь против усилившегося неприятеля. В критический и решительный же момент боя, по приказанию генерал-майора Пассека, штабс-капитан Лагода быстро и смело передвинул орудие в стрелковую цепь 6-й роты Апшеронского полка, сделав заезд под самыми дулами и кинжалами мюридов; искусными выстрелами в упор и во фланг значков, он положил отчаянных знаменщиковъ, поколебал значки, и тем способствовал с выгодой решительно ударить в штыки и пики, и разбить на голову двадцатитысячное скопище неприятеля.
10 октября 1848 года подполковнику Лагоде был пожалована золотая полусабля с надписью «За храбрость».
6 декабря 1851 года Лагода был произведён в полковники.
В 1853—1856 годах Лагода командовал батарейной № 1 батареей Кавказской гренадерской артиллерийской бригады и сражался против турок в Закавказье, отличился в сражении при Курюк-Дара. В 1855 года он командовал Кавказской гренадерской артиллерийской бригадой, в главе которой находился при осаде Карса.
По окончании Восточной войны Лагода был назначен командиром Мингрельского егерского полка. 30 августа 1860 года произведён в генерал-майоры с зачислением по армейской пехоте и назначением состоять при Кавказской армии, вскоре назначен инспектором линейных батальонов Закавказского края. С 1864 года числился в запасных войсках.
Скончался в Санкт-Петербурге 14 мая 1868 года, похоронен на Смоленском православном кладбище.
Его брат Иван также был генерал-майором, а младший — действительный статский советник Антон, литератором, одним из руководителей Гатчинского Николаевского сиротского института.
М. Я. Ольшевский следующим образом описывал Лагоду:

«Он был одинаково спокоен и невозмутим как в обыкновенной вседневной своей жизни, так и в критические боевые минуты. Он был одинаково хладнокровен, стреляют ли его орудия на самом дальнем расстоянии или действуют на самый ближайший пушечный выстрел, как это было под Кюрюкдара, или подвезены, так сказать, под нос неприятелю, как это было в 1844 году в Дагестане под Кашкашурой, где начальствовал известный Пассек. Даже к тяжёлым ранам своим, полученным под Кашкашурой и Хунзахом, он был равнодушен.»

## Награды
Среди прочих наград Лагода имел ордена:
- Орден Святой Анны 3-й степени с бантом (1841 год)
- Орден Святого Владимира 4-й степени с бантом (1843 год)
- Орден Святого Георгия 4-й степени с бантом (21 сентября 1844 года)
- Орден Святой Анны 2-й степени (1845 год, императорская корона к этому ордену пожалована в 1850 году)
- Золотая полусабля с надписью «За храбрость» (10 октября 1848 года)
- Орден Святого Владимира 3-й степени (1855 год)